# The Gold Record
The Gold Record is het zevende studioalbum van de Amerikaanse punkband The Bouncing Souls. Het album werd uitgegeven op 6 juni 2006 via Epitaph Records op cd en door Chunksaah Records op lp. Het is het eerste studioalbum van de band dat is uitgegeven via Chunksaah Records sinds Maniacal Laughter (1995), en het laatste studioalbum dat de band via Epitaph Records heeft laten uitgeven. The Gold Record werd heruitgegeven in 2011, 2015 en 2017 op lp door Chunksaah Records.
The Gold Record werd door de band zelf aangeduid als "the release of the beast" (Nederlands: de uitgave van het beest), een verwijzing naar het feit dat het album is uitgegeven op 06-06-'06 en de gelijkenis met 666, het getal van het Beest. De uitgave van het album werd gevierd met zes optredens van 1 tot en met 6 juni in de Knitting Factory in New York.

## Nummers
Het album bevat twee covers: "Better Things" van The Kinks en "Lean on Sheena" van Avoid One Thing. "Letter from Iraq" is deels geschreven door Garett Reppenhagen, die tijdens zijn tijd in Irak gedurende de Irakoorlog een gedicht naar de bandleden stuurde, waar het nummer op is gebaseerd.
1. "The Gold Song" - 3:16
2. "So Jersey" - 4:01
3. "Sounds of the City" - 2:42
4. "The Pizza Song" - 3:43
5. "Sarah Saturday" - 3:46
6. "Better Things" - 3:27
7. "The Messenger" - 4:20
8. "Lean on Sheena" - 3:20
9. "Letter from Iraq" - 2:57
10. "The New Thing" - 3:11
11. "Midnight Mile" - 2:52
12. "For All the Unheard" - 6:49

## Band
Band
- Greg Attonito - zang, harmonica
- Pete Steinkopf - gitaar
- Bryan Kienlen - basgitaar, achtergrondzang
- Michael McDermott - drums

Aanvullende muzikanten
- Jeff Abarta - achtergrondzang
- Ted Hutt - achtergrondzang
- Johnny Madcap - achtergrondzang
- Chuck Ragan - achtergrondzang
- Rami Jaffee - accordeon, keyboard